# Conspiracy (film 1930)
Conspiracy è un film del 1930 diretto da Christy Cabanne.

## Produzione
Il film fu prodotto dalla RKO Radio Pictures.

## Distribuzione
Distribuito dalla RKO Radio Pictures, il film venne presentato in prima il 3 agosto 1930, uscendo nelle sale statunitensi il 10 agosto.